# Autism Society of America
L'Autism Society of America (ASA) est une organisation américaine destinée à la sensibilisation et à l'information du grand public à l'autisme, fondée en 1965 par Bernard Rimland, Ivar Lovaas, Ruth C. Sullivan et d'autres parents d'enfants autistes.
Initialement appelée National Society for Autistic Children (« Société nationale pour enfants autistes »), le nom de l'organisation a été changé pour souligner que les enfants avec autisme grandissent. Il s'agit de la plus ancienne et de l'une des plus grandes organisations dans la communauté de l'autisme avec plus de 50 000 membres et sympathisants, connectés par l'intermédiaire d'un réseau de près de 200 relais aux États-unis. L'ASA a pour objectif de sensibiliser le public à l'autisme et aux problèmes quotidiens rencontrés par les personnes avec autisme, par leurs familles et par les professionnels avec qui ils interagissent. L'organisation milite pour l'existence de programmes et de services à destinations des personnes autistes, et est une source importante d'information, de recherche et de référence.